# Claudy

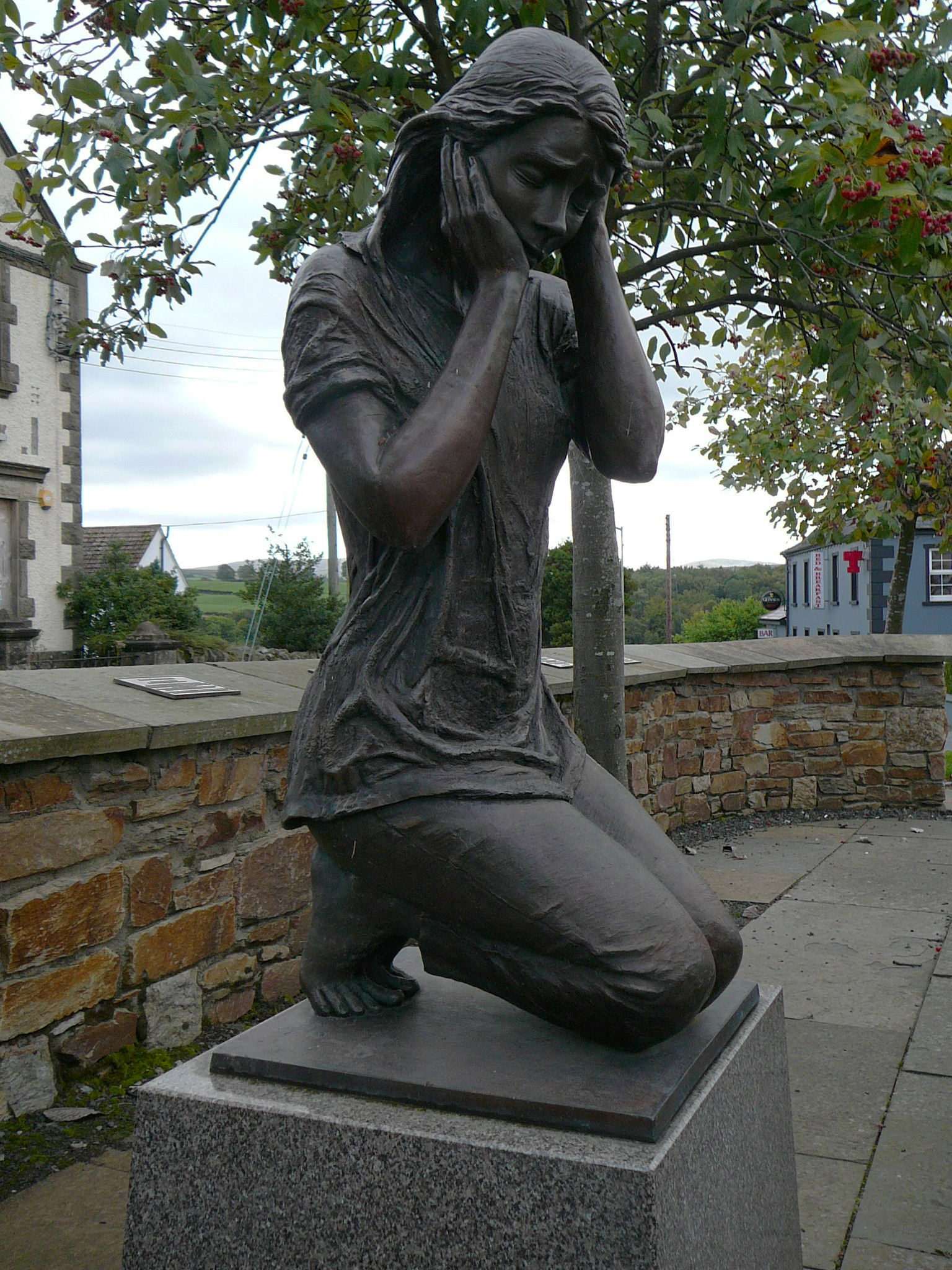
Bombattentatet i Claudy, minnesstaty av Elizabeth McLaughlin

Claudy är en by i County Londonderry i Nordirland som ligger 9,7 kilometer sydöst om Derry.
Claudy har 1 316 invånare 2001. I byn finns grundskola, två kyrkor och ett college som heter St Patrick's and St. Brigid's College.
Bombattentatet i Claudy skedde 31 juli 1972.
Bröderna Fader Eugene och Fader Martin O'Hagan, två präster som är med i gruppen The Priests, kommer ifrån byn.